# Chettiarpatti
Chettiarpatti è una suddivisione dell'India, classificata come town panchayat, di 13.508 abitanti, situata nel distretto di Virudhunagar, nello stato federato del Tamil Nadu. In base al numero di abitanti la città rientra nella classe IV (da 10.000 a 19.999 persone).

## Geografia fisica
La città è situata a 09° 22' 24 N e 77° 29' 36 E.

## Società

### Evoluzione demografica
Al censimento del 2001 la popolazione di Chettiarpatti assommava a 13.508 persone, delle quali 6.815 maschi e 6.693 femmine. I bambini di età inferiore o uguale ai sei anni assommavano a 1.619, dei quali 820 maschi e 799 femmine. Infine, coloro che erano in grado di saper almeno leggere e scrivere erano 8.970, dei quali 5.103 maschi e 3.867 femmine.